# Tolumnia triquetra
Tolumnia triquetra är en orkidéart som först beskrevs av Olof Swartz, och fick sitt nu gällande namn av Mark Anthony Nir. Tolumnia triquetra ingår i släktet Tolumnia och familjen orkidéer.
Artens utbredningsområde är Jamaica. Inga underarter finns listade i Catalogue of Life.